# Championnat de Taïwan de football 2005
Navigation
Saison suivante
La saison 2005 du Championnat de Taïwan de football est la vingt-deuxième édition de l'Entreprise Football League, le championnat de première division au Taipei chinois. Cette édition regroupe huit clubs au sein d'une poule unique, où ils s'affrontent à deux reprises. Il n'y a ni promotion, ni relégation à l'issue de la saison.
C'est le Tatung Football Club qui remporte la compétition cette saison après avoir terminé en tête du classement final, avec dix points d'avance sur le Taiwan PCFC (tenant du titre depuis 10 ans) et quinze sur Army FC. C'est le tout premier titre de champion de Taipei chinois de l'histoire du club.
Le champion de Taipei chinois se qualifie pour la Coupe du président de l'AFC 2006.

## Les clubs participants
- Taiwan PCFC
- Tatung Football Club
- Taiwan Army FC
- Ming Chuan University FC
- San Chung FC
- Ilan Youth FC
- Taipei PE College
- Taipei College of PE

## Compétition

### Classement
Le classement est établi sur le barème de points classique (victoire à 3 points, match nul à 1, défaite à 0). Pour départager les égalités, on tient d'abord compte de la différence de buts générale, puis du nombre de buts marqués, puis des confrontations directes.
| Rang | Équipe                   | Pts | J  | G  | N | P  | Bp | Bc | Diff |
| ---- | ------------------------ | --- | -- | -- | - | -- | -- | -- | ---- |
| 1    | Tatung Football Club     | 40  | 14 | 13 | 1 | 0  | 45 | 6  | +39  |
| 2    | Taiwan PCFCT             | 30  | 14 | 10 | 0 | 4  | 51 | 16 | +35  |
| 3    | Taiwan Army FC           | 25  | 14 | 8  | 1 | 5  | 27 | 27 | 0    |
| 4    | Ming Chuan University FC | 23  | 14 | 6  | 5 | 3  | 32 | 16 | +16  |
| 5    | Taipei College of PE     | 22  | 14 | 7  | 1 | 6  | 27 | 23 | +4   |
| 6    | Taipei PE College        | 13  | 14 | 4  | 1 | 9  | 16 | 30 | -14  |
| 7    | San Chung FC             | 6   | 14 | 2  | 0 | 12 | 13 | 62 | -49  |
| 8    | Ilan Youth FC            | 4   | 14 | 1  | 1 | 12 | 14 | 45 | -31  |

|  | Qualification pour la Coupe du président de l'AFC 2006 |
|  | T : Tenant du titre                                    |

## Bilan de la saison
| Championnat de Taïwan de football 2005 |                                  |
| Champion                               | Tatung Football Club (1er titre) |
| Qualifications continentales           |                                  |
| Coupe du président de l'AFC 2006       | Tatung Football Club             |
| Promotions et relégations              |                                  |
| Promus en Division 1                   | Aucun                            |
| Relégués                               | Aucun                            |